# Diocese de Paranavaí
A Diocese de Paranavaí (Dioecesis Paranavaiensis) é uma circunscrição eclesiástica da Igreja Católica no Brasil, com sede na cidade de Paranavaí, estado do Paraná.
Criada pelo papa Paulo VI, atualmente a diocese é governada pelo bispo Mário Spaki, nomeado pelo Papa Francisco em 2018.

## Administração
Bispos locais:
| #               | Nome                                 | Período    | Notas                              |
| --------------- | ------------------------------------ | ---------- | ---------------------------------- |
| 5º              | Dom Mário Spaki                      | 2018-atual |                                    |
| 4º              | Dom Geremias Steinmetz               | 2011-2017  | Nomeado Arcebispo de Londrina      |
| 3º              | Dom Sérgio Aparecido Colombo         | 2003-2009  | Nomeado Bispo de Bragança Paulista |
| 2º              | Dom Rubens Augusto de Souza Espínola | 1985-2003  |                                    |
| 1º              | Dom Benjamim de Sousa Gomes          | 1968-1985  |                                    |
| Bispo coadjutor |                                      |            |                                    |
|                 | Dom Elizeu de Morais Pimentel        | 2001-2003  |                                    |